# Ľubomír Švajlen
Ľubomír Švajlen (* 17. února 1964, Košice, Československo) je bývalý slovenský házenkář, brankář. Jeho otec Anton Švajlen byl fotbalový brankář a získal stříbrnou medaili na letních olympijských hrách v Tokiu v roce 1964
S týmem Československa hrál na letních olympijských hrách v Barceloně v roce 1992, kde tým skončil na 9. místě. Nastoupil ve všech 5 utkáních. Na klubové úrovni hrál VSŽ Košice, ČH Bratislava a maďarský tým KC Veszprém. Za reprezentaci nastoupil ve 170 utkáních.